# (4818) Elgar
(4818) Elgar es un asteroide perteneciente al cinturón de asteroides, descubierto el 1 de marzo de 1984 por Edward Bowell desde la Estación Anderson Mesa (condado de Coconino, cerca de Flagstaff, Arizona, Estados Unidos).

## Designación y nombre
Designado provisionalmente como 1984 EM. Fue nombrado Elgar en honor al compositor inglés Sir Edward Elgar. Podría decirse que el pionero del renacimiento musical Inglés del siglo XX.

## Características orbitales
Elgar está situado a una distancia media del Sol de 2,264 ua, pudiendo alejarse hasta 2,558 ua y acercarse hasta 1,971 ua. Su excentricidad es 0,129 y la inclinación orbital 2,543 grados. Emplea 1245 días en completar una órbita alrededor del Sol.

## Características físicas
La magnitud absoluta de Elgar es 13,6.